# George Abela

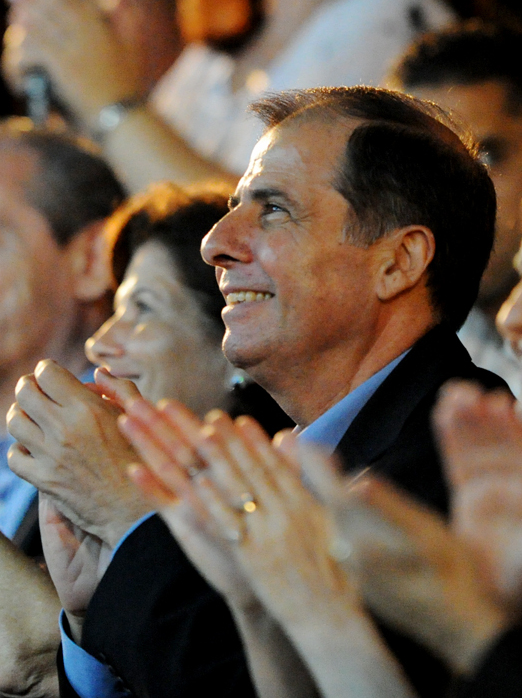
George Abela (2010)

George Abela (maltesisch: Ġorġ Abela; * 22. April 1948 in Qormi) ist ein maltesischer Politiker (parteilos, ehemals Labour Party), ehemaliger Vorsitzender des Fußballverbandes (Malta Football Association (MFA)) von 1982 bis 1992 und von 2009 bis 2014 Präsident von Malta. Sein Sohn ist der Premierminister Maltas, Robert Abela.

## Biografie

### Tätigkeiten im Gewerkschaftsbund und Fußballverband
Nach dem Besuch der Grundschule (Primary School) von Qormi und des Lyzeums von Ħamrun begann er 1965 ein Studium an der Universität Malta, das er zunächst mit einem Bachelor of Arts abschloss. Anschließend absolvierte er ein Studium der Rechtswissenschaften, das 1975 mit seiner Zulassung zum Rechtsanwalt endete. Im Anschluss war er zunächst als Notar und bald darauf als Rechtsbeistand des Gewerkschaftsbundes General Workers Union tätig, in dem er 25 Jahre arbeitsrechtliche Fälle betreute.
Neben seiner beruflichen Laufbahn war er zunächst Präsident des Fußballvereins FC Qormi. 1982 erfolgte seine Wahl zum Vorsitzenden des maltesischen Fußballverbandes; als solcher leitete er maßgebliche Veränderungen ein. Im Rahmen der Erneuerung der Infrastruktur wie dem Bau von Trainingsplätzen, einer Sporthalle sowie einer psychotherapeutischen Klinik wurden erstmals auch Flutlichtanlagen errichtet. Des Weiteren wurden die Spieler der Fußballnationalmannschaft zunehmend auf professioneller Grundlage verpflichtet.

### Stellvertretender Vorsitzender und Konflikt mit der Partit Laburista
Nach zehnjähriger Tätigkeit als Vorsitzender des Fußballverbandes trat er 1992 zurück und begann seine politische Laufbahn als Stellvertretender Vorsitzender der Partit Laburista. Als Vertreter des damals ebenfalls neugewählten Vorsitzenden Alfred Sant war er dabei insbesondere für Parteiangelegenheiten zuständig. Bei der Parlamentswahl 1996 wurde er zum Abgeordneten des Repräsentantenhauses gewählt. Aufgrund des Wahlsieges der Labour Party berief ihn Premierminister Sant zu seinem Rechtsberater (Legal Consultant) und so nahm er in dieser Funktion zugleich an Sitzungen des Kabinetts teil. Bereits ein Jahr darauf trat er jedoch nach Meinungsverschiedenheiten mit Sant vom Amt des Rechtsberaters zurück. 
1998 trat Abela auch als Stellvertretender Parteivorsitzender zurück. Grund war seine unterschiedlichen Meinung zur Entscheidung des Parteivorstandes zur Abhaltung von vorgezogenen Neuwahlen, die aufgrund der parlamentarischen Krise notwendig erschienen. Dies führte dazu, dass er bei der Parlamentswahl 1998 nicht erneut kandidierte und als Abgeordneter aus dem Repräsentantenhaus ausschied. Aufgrund dessen kam es 2000 darüber hinaus auch zur Beendigung seiner Tätigkeit als Rechtsbeistand des Gewerkschaftsbundes. Im Streit mit Sant suchte er dabei später die Unterstützung beim früheren langjährigen Premierminister und ehemaligen Partit Laburista-Vorsitzenden Dom Mintoff. Bereits 2003 zeigte er dabei Interesse an einer Nachfolge von Sant als Labour-Vorsitzender nach der Wahlniederlage der Partei wegen deren Gegnerschaft des Beitritts zur Europäischen Union.
Stattdessen verlagerte Abela 2000 seinen beruflichen Schwerpunkt auf die Tätigkeit als Rechtsbeistand für verschiedene Regierungsorganisationen wie der Umwelt- und Planungsbehörde (Malta Environment and Planning Authority) sowie dem Steuerungs- und Handlungskomitee Maltas zur Europäischen Union (Malta European Union Steering Action Committee (MEUSEC)). Daneben war er auch Rechtsbeistand von vier neugegründeten Gewerkschaften wie beispielsweise der Hafenarbeitergewerkschaft (Malta Dockers Union). Diese Tätigkeiten und seine beharrliche öffentliche Kritik am Gewerkschaftsbund führte zu Medienspekulationen über eine neu begründete Affinität zur Regierung der Partit Nazzjonalista und dabei im Besonderen zu Premierminister Edward Fenech Adami und zum Minister für Justiz und Lokalverwaltung Austin Gatt.
Diese Spekulationen hatten vermutlich 2008 auch großen Einfluss auf die Urwahl zum neuen Vorsitzenden der Partit Laburista. Nach dem Rücktritt des Parteivorsitzenden Alfred Sant aufgrund der knappen Wahlniederlage bei den Parlamentswahlen 2008 bewarb sich Abela neben Evarist Bartolo, Marie Louise Coleiro Preca, Michael Falzon und Joseph Muscat um dessen Nachfolge als Parteivorsitzender. Bei der Stichwahl nach dem ersten Wahlgang erreichte er mit 291 Stimmen und 33,64 Prozent den zweiten Platz nach Muscat, der mit 574 Stimmen und 66,36 Prozent zum neuen Vorsitzenden der Partit Laburista gewählt wurde. Der neugewählte Parteivorsitzende lud ihn unmittelbar darauf zur Mitarbeit innerhalb der Partei ein, was dazu führte, dass er nunmehr zum Repräsentanten der Partit Laburista im Steuerungs- und Handlungskomitee Maltas zur Europäischen Union (MEUSEC) wurde.

### Präsidentschaft
Am 12. Januar 2009 kündigte Premierminister Lawrence Gonzi an, dass die Regierung George Abela für das Amt des Präsidenten von Malta als Nachfolger Edward Fenech Adamis vorschlagen würde, dessen Amtszeit am 4. April 2009 endete. Dies war das erste Mal in der maltesischen Geschichte, dass die Regierung einen Präsidenten aus den Reihen der Opposition vorschlug. Zur Vorbereitung seiner Wahl zum Präsidenten legte er daraufhin sein Amt als Repräsentant der Partit Laburista im MEUSEC nieder und trat aus der Partit Laburista aus.
Am 1. April 2009 wurde George Abela durch das Repräsentantenhaus zum 8. Präsidenten der Republik Malta gewählt, wobei der Wahlvorschlag von Premierminister Gonzi eingeleitet und vom Oppositionsführer Muscat unterstützt wurde, wobei der Abstimmung neben Alfred Sant auch drei weitere Abgeordnete ferngeblieben waren. Am 4. April 2009 wurde Abela dann vom Parlamentspräsidenten (Speaker of the House) Louis Galea vereidigt. Zu den ersten offiziellen Gratulanten zur Wahl als Präsident gehörte dabei auch der Maltesische Fußballverband.